# يو إف سي 122
يو إف سي 122: ماركوارت ضد أوكامي (بالإنجليزية: UFC 122: Marquardt vs. Okami)‏ هو حدث لفنون القتال المختلطة نظمته يو إف سي، أُقيم في 13 نوفمبر 2010، على كونيغ بيلسنر أرينا في أوبرهاوزن، ألمانيا.